# Лютвиц, Генрих фон
фрайхерр Генрих фон Лютвиц (нем. Heinrich Freiherr von Lüttwitz; 6 декабря 1896 — 9 октября 1969) — немецкий офицер, участник Первой и Второй мировых войн, генерал танковых войск, кавалер Рыцарского креста с Дубовыми листьями и Мечами.

## Первая мировая война
6 августа 1914 года вступил добровольцем в армию, фанен-юнкером (кандидат в офицеры) в уланский полк. С июня 1915 года — лейтенант. За время войны был награждён Железными крестами обеих степеней, знак за ранение.

## Между мировыми войнами
В 1919 году в составе добровольческого корпуса воевал против поляков на восточной границе Германии, награждён орденом Орла. Затем продолжил службу в рейхсвере (в кавалерии). К началу Второй мировой войны — командир моторизованного разведбатальона 1-й танковой дивизии, подполковник.

## Вторая мировая война
Участвовал в Польской кампании, в начале сентября 1939 года — тяжело ранен.
С июля 1940 года вновь в строю, с октября 1940 года — командир стрелкового полка в танковой дивизии.
С 22 июня 1941 года участвовал в германо-советской войне. Бои в Белоруссии, в районе Смоленска, под Москвой. С октября 1941 года — полковник, в декабре 1941 года награждён Золотым немецким крестом.
В мае 1942 года за бои в районе Гжатска награждён Рыцарским крестом. В августе 1942 года — тяжело ранен (Золотой знак за ранения).
С октября 1942 года — командир 20-й танковой дивизии, с декабря 1942 года — генерал-майор.
С июня 1943 года, с присвоением звания генерал-лейтенант — в штабе Главного командования вермахта.
С февраля 1944 года — командир 2-й танковой дивизии (в Нормандии). В начале сентября 1944 года за бои в Нормандии награждён Дубовыми листьями к Рыцарскому кресту, назначен командующим 47-м танковым корпусом. С ноября 1944 года — в звании генерал танковых войск.
В декабре 1944 года корпус участвовал в Арденнском контрнаступлении. Весной 1945 года отступил на Рейн.
16 апреля 1945 года генерал танковых войск Генрих фон Лютвиц был взят в американский плен, однако 9 мая 1945 года, уже после капитуляции Германии, рейхсканцлер Дёниц подписал указ о награждении его Мечами (№ 157) к Рыцарскому кресту с Дубовыми Листьями.
Американский военный историк С. Л.-А. Маршалл так описал Люттвица:

«Люттвиц — старый кавалерист. Ему за 58 лет. Он высокий, грузный, с большим брюшком. По его моноклю и полувоенной манере разговора можно было предположить, что Люттвиц типичный пруссак. Среди других германских генералов он имел репутацию добросердечного по отношению к солдатам человека. Люттвиц начинал говорить только тогда, когда перед ним появлялась карта. Примечательно, что Люттвиц всегда мог точно рассказать, что в тот или иной момент делала его рота, где были батальоны, взводы или даже патрули. Однако о диспозиции полков у него было самое смутное представление».

## Награды
- Железный крест 1-го и 2-го класса (1914)
  - Пряжки к железным крестам 1-го и 2-го класса
- Знак за ранение чёрный (1918)
- За танковую атаку (нагрудный знак) в бронзе
- Немецкий крест в золоте (19 декабря 1941)
- Рыцарский крест Железного креста с Дубовыми Листьями и Мечами
  - Рыцарский крест (27 мая 1942)
  - Дубовые листья (№ 571) (3 сентября 1944)
  - Мечи (№ 157) (9 мая 1945)